# Hillpark

La brochure d’Hillpark

Hillpark (Hill Park) est une banlieue de la cité d'Auckland, située dans l’île du Nord de la Nouvelle-Zélande.

## Situation
Elle est bordée par les banlieues de The Gardens vers l’est et celle de Manurewa au sud.
C’était jusqu’en 2010, une partie de la ville de Manukau City lorsqu’elle fut amalgamée avec Auckland sous la gouvernance du Conseil d'Auckland.

## Municipalités limitrophes
En 2016, le Conseil municipal d'Auckland reconnut Hillpark comme une zone de caractère spécial. 
La caractéristique principale du secteur est dans son style moderniste international des maisons du milieu du XXe siècle en brique avec des tuiles à type de bungalows, influencé par les maisons Arts and Crafts mais aussi par le style des cottages anglais. 
Le secteur est caractérisé par des zones dégagées sur la cour de devant, des revers notables, de grands lots, des routes larges, une faible densité de constructions avec une abondance d’arbres.[pas clair]
Les maisons ont généralement été construites à partir de la fin des années 1950 jusqu’aux années 1970, à la suite du lotissement des jardins autour des forêts indigènes, faisant de la banlieue de Hillpark un sanctuaire qui s’étend vers les larges forêts et parcs comme les réserves de Orford Park, David Park et Hillcrest Grove.

## Histoire
En 1910, David Nathan et sa femme construisirent leur résidence d’été dans le secteur de Manurewa et nommèrent leur propriété The Hill. 
En 1964, avec le développement de l'autoroute sud d’Auckland (en), le domaine fut vendu pour permettre la construction de logements résidentiels dans le secteur sud d’Auckland (en). 
Les terrains autour du domicile de Nathan furent transformés en lotissement : Hillpark Estate, alors que le parc David Nathan ainsi que le corps de ferme furent donnés comme bien public à la demande de la famille de Nathan.

## Repères de la région

### La propriété des Nathan
La propriété des Nathan est une maison historique construite en 1925 et située sur un terrain de 9 acres de pelouse et de jardins. 
Cet ensemble est situé sur Hill Road dans Hillpark. 
La résidence d’été originelle de la famille Nathan avait été construite en 1910, mais fut incendiée en 1923 et une nouvelle résidence permanente fut reconstruite au même endroit en 1925. 
L’ancien Conseil du borough de Manukau acquit la propriété et le jardin, qui l’entourait en 1961.
Elle servit plus tard pour les bureaux du conseil mnuicipal de Manukau, avant d’être restaurée et ré-ouverte comme centre communautaire et culturel en 1978.

### Vestiges de la forêt indigène de Hillpark
Les forêts indigènes sont maintenant très rares dans les zones urbaines d'Auckland. 
Quelques exemples de forêts matures de totara, de Vitex lucens (en), de kahikatea, de lauriers de Nouvelle-Zélande (en), et de kanuka se trouvent dans un groupe de réserves municipales dans Hillpark. 
Ils comprennent entre autres la Hillcrest Grove Reserve, le Orford Park, et le David Nathan Park. 
Les parcs de forêts indigènes de Hillpark et le Jardin botanique d'Auckland sont le domicile d’oiseaux indigènes ou introduits comme les tui, les  Platycercus ou rosella, les Carpophages de Nouvelle-Zélande ou kereru, et les  Ninoxe boubouk .